# Paramyxovirose
Die Paramyxovirose (PMV-1-Infektion) ist eine durch Paramyxoviren hervorgerufene, leicht übertragbare und in der Regel nicht heilbare Erkrankung, die erstmals 1978 beschrieben wurde und vor allem bei Zucht- und Wildtauben, gelegentlich auch bei Hühnern, Wild- und Ziervögeln vorkommt. Bisher wurde keine Übertragung des Virus auf den Menschen beobachtet. Darüber hinaus kommen auch Infektionen mit den anderen Paramyxoviren vor, am bedeutendsten ist dabei die Paramyxovirus-3-Infektion.

## Erreger
Der Erreger der Paramyxovirose ist das Tauben-Paramyxovirus Typ 1 (englisch Pigeon paramyxovirus 1, PMV-1), das eine Antigenverwandtschaft mit dem Erreger der Newcastle-Krankheit besitzt. Beides sind Subtypen des Avian paramyxovirus 1 (APMV1; Spezies Orthoavulavirus javaense) der Gattung Orthoavulavirus.
Der Erreger trat erstmals um 1983 in Holland und Belgien massiv auf und ist inzwischen weltweit in erster Linie unter Zucht- und Stadttauben verbreitet.

## Übertragungswege
Das Virus verbreitet sich durch Tröpfcheninfektion über Nasenöffnung und Bindehaut von Taube zu Taube über infizierte Ausscheidungen, Augen- und Nasensekret sowie über infiziertes Futter und Trinkwasser oder mit Viren kontaminierten Staub. Auch über das Brutei kann der Erreger von an Paramyxovirose erkrankten Täubinnen weiterverbreitet werden. Indirekt kann die Infektion über mit dem Virus auch über kontaminierte Gegenstände, Insekten, Nagetiere oder den Menschen erfolgen.

## Symptome

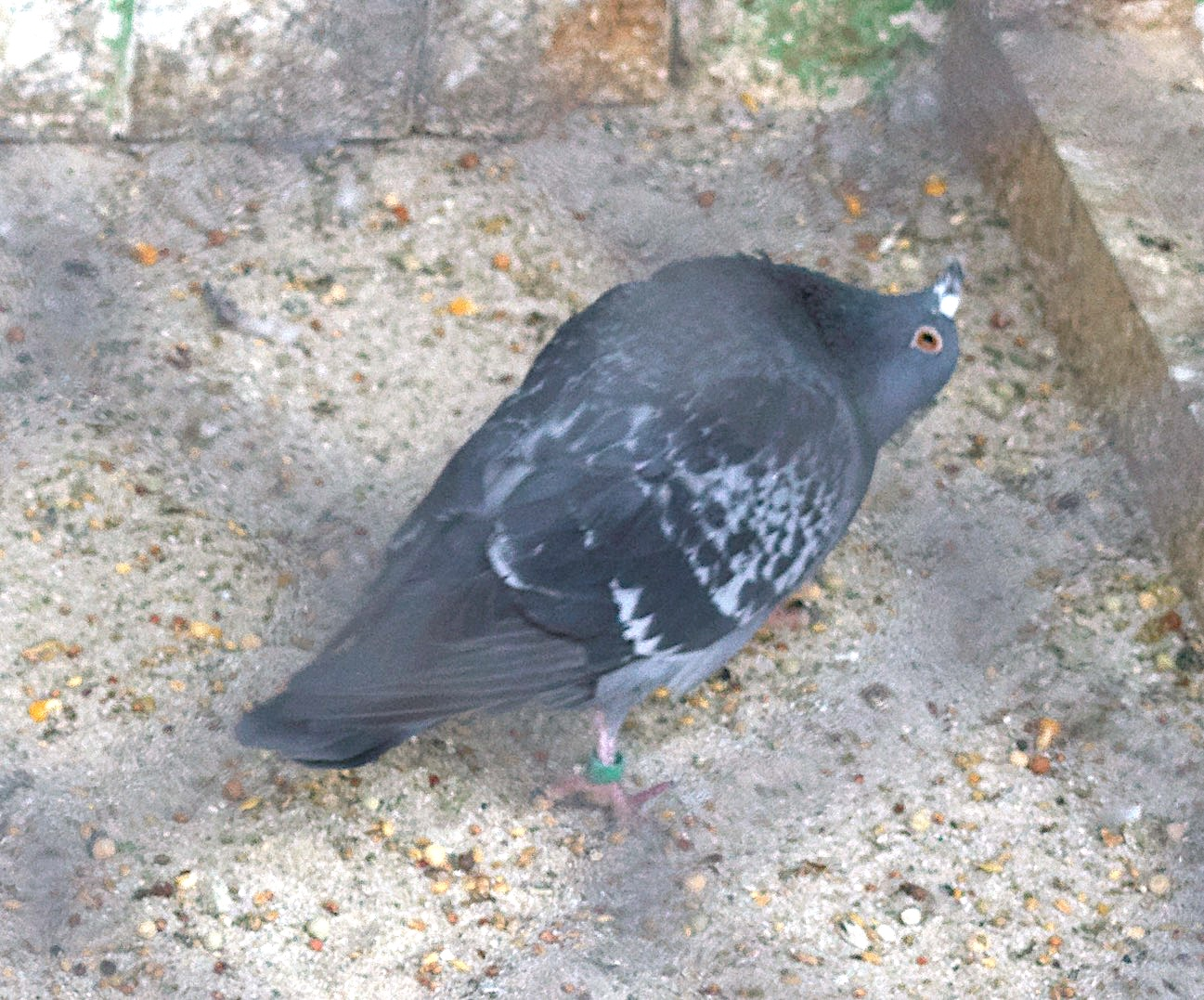
Taube mit Paramyxovirose; typisch ist das Verdrehen des Kopfes durch Orientierungslosigkeit

Die Tauben sind drei bis fünf Tage nach der Infektion vermehrt schreckhaft und zeigen Koordinationsprobleme wie plötzliches Stehenbleiben, gegen die Wand laufen, Stolpern oder  Verfehlen von Futterkörnern beim Picken. Es kommt zu Polyurie mit durchfallähnlichen Erscheinungen, die durch vermehrte Wasseraufnahme und -ausscheidung bedingt sind. Oft treten Wasserpfützen mit geformten Kot auf dem Boden auf. Ein bis zwei Wochen nach der Infektion beginnen einseitige Lähmungen der Flügel und Beine bis hin zum Festliegen. Ohne manuelle Versorgung verhungern und verdursten die festliegenden Tauben.
Ab der 3. Woche treten bei ca. 5–30 % der Tiere zentralnervöse Erscheinungen auf: einseitige Bewegungs- und Haltungsstörungen der Flügel und Ständer (Schiefflieger), Kopfverdrehen in unterschiedlichem Ausmaß für mehrere Wochen und vermehrte Schreckhaftigkeit.
Die Symptome treten nicht immer gleichzeitig oder zusammen auf, häufig können die Krankheitsanzeichen auch einzeln und in unterschiedlich starker Ausprägung beobachtet werden. Ein geringer Teil der Tiere verendet vier bis sieben Tage nach Beginn der Erkrankung. Aber selbst bei hochgradigen Störungen kommt es oft nach zwei bis vier Wochen zur Besserung und klinischen Ausheilung der nervalen Symptome, während Flügel- und Beinlähmungen oft bleiben.

## Diagnose
Anhand von Symptomen und Krankheitsverlauf ist meist eine eindeutige Diagnose möglich, die bei ungeimpften Tieren durch eine serologische Untersuchung auf Antikörper bestätigt werden kann. Mit Schnelltests können Antikörper in der Kloake oder bei der Obduktion in der Gehirnmasse nachgewiesen werden. Mit Hilfe der Schnelltests lassen sich auch symptomfreie infizierte Tiere identifizieren, sofern diese noch nicht geimpft wurden.

## Schutzmaßnahmen
Eine Impfung gegen Paramyxovirose ist verfügbar und wird in Deutschland von vielen Taubenzüchtervereinen für Mitglieder und Veranstaltungsteilnehmer vorgeschrieben.